# Grądzik (Żywkowo)
Grądzik – kolonia wsi Żywkowo w Polsce, położona w województwie warmińsko-mazurskim, w powiecie bartoszyckim, w gminie Górowo Iławeckie, przy drodze wojewódzkiej nr 511.
W latach 1975–1998 kolonia administracyjnie należała do województwa olsztyńskiego.